# Championnat de Guinée équatoriale de football 2015
Navigation
Saison suivante
Le Championnat de Guinée équatoriale de football 2015 est la trente-septième édition du Championnat de Guinée équatoriale de football. La ligue oppose les douze meilleurs clubs du pays, réparties en deux poules géographiques (Insular et Continental). Les trois premiers de chaque poule disputent le titre au sein de la Liguilla, le 5e doit jouer un barrage de promotion-relégation alors que le dernier est directement relégué en deuxième division.
C'est le club du Racing Micomeseng qui remporte le titre cette saison, après avoir terminé en tête de la Liguilla, avec deux points d'avance sur le CD Elá Nguema et trois sur le Deportivo Mongomo. C'est le tout premier titre de champion de Guinée équatoriale de l'histoire du club.

## Les clubs participants
- Racing Micomeseng
- Deportivo Mongomo
- Deportivo Unidad
- Quince de Agosto - Promu de Segunda División
- AD Mongomo
- Dragón FC
- The Panthers Football Club
- Atlético Semu
- Akonangui Football Club
- San Pablo de Nsork FC - Promu de Segunda División
- CD Elá Nguema
- Leones Vegetarianos

## Compétition
Le barème utilisé pour le classement est le suivant :
- Victoire : 3 points
- Match nul : 1 point
- Défaite, abandon ou forfait : 0 point

### Première phase
| Rang | Équipe                     | Pts | J | G | N | P | Bp | Bc | Diff |
| ---- | -------------------------- | --- | - | - | - | - | -- | -- | ---- |
| 1    | CD Elá NguemaT             | 20  | 9 | 6 | 2 | 1 | 17 | 7  | +10  |
| 2    | Leones Vegetarianos        | 14  | 9 | 3 | 5 | 1 | 11 | 9  | +2   |
| 3    | Deportivo Unidad           | 11  | 9 | 2 | 5 | 2 | 9  | 5  | +4   |
| 4    | Atlético Semu              | 11  | 9 | 2 | 5 | 2 | 7  | 9  | -2   |
| 5    | The Panthers Football Club | 7   | 9 | 1 | 4 | 4 | 5  | 13 | -8   |
| 6    | San Pablo de Nsork FC      | 7   | 9 | 2 | 1 | 6 | 6  | 12 | -6   |

| Rang | Équipe                  | Pts | J  | G | N | P | Bp | Bc | Diff |
| ---- | ----------------------- | --- | -- | - | - | - | -- | -- | ---- |
| 1    | Racing Micomeseng       | 24  | 10 | 7 | 3 | 0 | 18 | 5  | +13  |
| 2    | Deportivo Mongomo       | 19  | 10 | 5 | 4 | 1 | 12 | 9  | +3   |
| 3    | Akonangui Football Club | 14  | 10 | 4 | 2 | 4 | 11 | 9  | +2   |
| 4    | Quince de Agosto        | 11  | 10 | 2 | 5 | 3 | 10 | 13 | -3   |
| 5    | AD Mongomo              | 7   | 10 | 1 | 4 | 5 | 10 | 13 | -3   |
| 6    | Dragón FC               | 5   | 10 | 1 | 2 | 7 | 8  | 20 | -12  |

### Liguilla
Les six clubs qualifié sont regroupés au sein d'une poule unique. Le calendrier des rencontres est particulier puisque chaque club affronte deux fois les équipes issues de l'autre poule du premier tour.
| Rang | Équipe                  | Pts | J | G | N | P | Bp | Bc | Diff |
| ---- | ----------------------- | --- | - | - | - | - | -- | -- | ---- |
| 1    | Racing Micomeseng       | 11  | 6 | 3 | 2 | 1 | 6  | 4  | +2   |
| 2    | CD Elá NguemaT          | 9   | 6 | 2 | 3 | 1 | 5  | 2  | +3   |
| 3    | Deportivo MongomoC      | 8   | 6 | 1 | 5 | 0 | 4  | 3  | +1   |
| 4    | Deportivo Unidad        | 6   | 5 | 1 | 3 | 1 | 3  | 3  | 0    |
| 5    | Akonangui Football Club | 5   | 5 | 1 | 2 | 2 | 2  | 5  | -3   |
| 6    | Leones Vegetarianos     | 3   | 6 | 0 | 3 | 3 | 4  | 7  | -3   |

|  | Qualification pour la Ligue des champions de la CAF 2016 |
|  | Qualification pour la Coupe de la confédération 2016     |

- Le résultat de la rencontre entre le Deportivo Unidad et Akonangui Football Club n'est pas connu.

## Bilan de la saison
| Championnat de Guinée équatoriale de football 2015 |                               |
| Champion                                           | Racing Micomeseng (1er titre) |
| Coupes et trophées                                 |                               |
| Vainqueur de la Coupe de Guinée équatoriale 2015   | Deportivo Mongomo             |
| Qualifications continentales                       |                               |
| Ligue des champions de la CAF 2016                 | Racing Micomeseng             |
| Coupe de la confédération 2016                     | Deportivo Mongomo             |
| Promotions et relégations                          |                               |
| Promus en Primera División                         | San Kuma Sport                |
| Promus en Primera División                         | Deportivo Ebenezer            |
| Promus en Primera División                         | Real Sanidad FC               |
| Promus en Primera División                         | Águilas Verdes de Guadalupe   |
| Relégués en Segunda División                       | San Pablo de Nsork FC         |
| Relégués en Segunda División                       | Dragón FC                     |
| Relégués en Segunda División                       | AD Mongomo                    |
| Relégués en Segunda División                       | The Panthers Football Club    |